# Chaitanya Tamhane
Chaitanya Tamhane, né à Bombay (Maharashtra) le 1er mars 1987, est un scénariste et réalisateur indien.

## Biographie
Chaitanya Tamhane est diplômé en littérature anglaise du Collège des Arts de Mithibai. 
Il est l'auteur d'un long métrage documentaire, Four step plan (2006), sur les tendances au plagiat dans le cinéma indien. Il a écrit une pièce de théâtre Grey Elephants in Denmark, qui a été un succès public et critique. Six Strands (2010), son premier court métrage de fiction a été projeté dans des festivals internationaux : Festival international du film de Rotterdam, Festival international du court-métrage de Clermont-Ferrand, Festival international du film d'Édimbourg, Slamdance, etc.
Chaitanya Tamhane est le scénariste et le réalisateur du film marathi Court, un film de prétoire dramatique de 2014, lauréat de nombreux prix lors de festivals internationaux, nommé pour l'Asian Film Award du meilleur scénariste et sélectionné par l'Inde pour représenter le pays à la 88e cérémonie des Oscars en 2016 dans la catégorie Meilleur film en langue étrangère. Le film examine le système juridique indien à travers le procès d'un chanteur folk vieillissant dans une juridiction inférieure à Bombay. La première de Court (En instance) a lieu au 71e festival de Venise où il reçoit le Lion du Futur, récompense pour le meilleur Premier film et le prix Orizzonti du meilleur film. Depuis, le film a gagné seize prix internationaux dans divers festivals prestigieux. Chaitanya Tamhane a été récemment cité dans la liste du Forbes India comme l'un des 30 jeunes indiens les plus talentueux de sa génération.
Son deuxième long-métrage, The Disciple est montré en avant-première à la Mostra de Venise 2020. Le film y reçoit le prix FIPRESCI et le prix du meilleur scénario.

## Filmographie

### Au cinéma (scénario et réalisation)
- 2011 : Six Strands (court-métrage)
- 2014 : Court
- 2020 : The Disciple

## Récompenses et distinctions
- 71e festival de Venise : Lion du Futur, récompense pour le meilleur Premier film et le prix Orizzonti du meilleur film
- nommé pour l'Asian Film Award du meilleur scénariste